# 馬里昂縣 (肯塔基州)
馬里昂縣（英語：Marion County）是位於美國肯塔基州中部的一個縣。面積898平方公里。根據美國2000年人口普查，共有人口18,212人。縣治黎巴嫩 (Lebanon)。
成立於1834年1月25日。縣名紀念美國獨立戰爭時期將領法蘭西斯·馬里昂 (Francis Marion)。